# Сельсоветы Астраханской области
Сельсоветы Астраханской области — административно-территориальные единицы в составе районов, а также, как правило, одноимённые муниципальные образования (сельские поселения) муниципальных районов.

## Описание
Согласно Закону «Об административно-территориальном устройстве Архангельской области» (ст. 4 ч. 1 п. 6), сельсовет — административно-территориальная единица, входящая в состав района, состоящая из одного или нескольких территориально и экономически объединённых сельских населённых пунктов вместе с прилегающими к ним землями, необходимыми для развития и обслуживания данных населённых пунктов. Некоторые сельсоветы официально называются сёлами, два посёлками (список ниже).
В границах сельсоветов образованы, как правило, одноимённые сельские поселения (за единственным исключением, см. ниже). Единственным, с 2018 года, примером несоответствия названия административно-территориальной единицы и муниципального образования является пара Степновский сельсовет — Аксарайский.

## История
Сельсоветы на территории Астраханской области в основном образовывались с конца 1910-х с момента установления советской власти.
После распада СССР сельсоветы наравне с остальными органами местного самоуправления Законом от 13 августа 1996 года № 9 «О местном самоуправлении в Астраханской области» были наделены статусом муниципальных образований, причём рассматривалась возможность использования обозначения сельский округ (на практике не получила широкого распространения). Определение сельсовета как административно-территориальной единицы по Закону об административно-территориальном устройстве Астраханской области от 18 сентября 1996 года № 18 практически не отличалось от современного: сельсовет — административно-территориальная единица, в состав которой входят территории сельских поселений, а также незастроенная территория (ст. 3).
Как правило, территории сельсоветов как административно-территориальных единиц и как муниципальных образований совпадали, за исключением Приволжского района (Приволжского районного самоуправления до 2001 года), в составе которого до 2005 года не выделялись муниципальные образования.
Как правило, сельсоветы как административно-территориальные единицы и муниципальные образования являлись одноимёнными, но встречались исключения (см. ниже).
Законом Астраханской области от 6 августа 2004 года № 43/2004-ОЗ в соответствии с реформой местного самоуправления были образованы муниципальные районы, внутри них сельсоветы были наделены статусом сельских поселений.
Законом Астраханской области от 4 октября 2006 года № 67/2006-ОЗ было определено современное административно-территориальное устройство, в частности, приведены в соответствие названия сельсоветов с названиями соответствующих муниципальных образований.

## Список
| №          | Сельсовет                 | Район         | Комментарий |
| ---------- | ------------------------- | ------------- | --- |
| 1e-06      | Аксарайский               | Красноярский  | 2016: посёлок и сельсовет упразднены, территория включена в Джанайский сельсовет                                             |
| 1          | Актюбинский               | Володарский   | |
| 2          | Алтынжарский              | Володарский   | |
| 3          | Астраханский              | Наримановский | |
| 4          | Ахматовский               | Наримановский | |
| 5          | Ахтубинский               | Красноярский  | |
| 6          | Байбекский                | Красноярский  | |
| 7          | Барановский               | Наримановский | |
| 7.000002   | Басинский                 | Лиманский     | 2022: объединён с рп Лиманом                                                                                                 |
| 8          | Батаевский                | Ахтубинский   | |
| 9          | Бахтемирский              | Икрянинский   | |
| 10         | Бирюковский               | Приволжский   | |
| 10.000003  | Бирючекосинский           | Лиманский     | 2017: объединён с рп Лиманом                                                                                                 |
| 11         | Болхуны, село             | Ахтубинский   | |
| 12         | Большемогойский           | Володарский   | |
| 12.000004  | Бударинский               | Лиманский     | 2017: объединён с рп Лиманом                                                                                                 |
| 13         | Бузанский                 | Красноярский  | |
| 14         | Ватаженский               | Красноярский  | |
| 14.000005  | Верхнебузанский           | Красноярский  | 2015: объединён с Бузанским сельсоветом                                                                                      |
| 15         | Верхнекалиновский         | Камызякский   | |
| 16         | Ветлянинский              | Енотаевский   | |
| 17         | Винный, посёлок           | Володарский   | |
| 18         | Владимировский            | Енотаевский   | |
| 19         | Воленский                 | Харабалинский | |
| 20         | Волжский                  | Наримановский | |
| 21         | Володарский, посёлок      | Володарский   | |
| 21.000006  | Воскресеновский           | Лиманский     | 2015: объединён с Бударинским сельсоветом                                                                                    |
| 22         | Восточинский              | Енотаевский   | |
| 22.000007  | Восточный                 | Икрянинский   | 2016: объединён с Икрянинским сельсоветом                                                                                    |
| 22.000008  | Вязовский                 | Черноярский   | 2016: объединён с Черноярским сельсоветом                                                                                    |
| 23         | Грачёвский                | Енотаевский   | |
| 24         | Джанайский                | Красноярский  | |
| 25         | Евпраксинский             | Приволжский   | |
| 26         | Енотаевка, село           | Енотаевский   | |
| 27         | Жан-Аульский              | Камызякский   | |
| 28         | Житнинский                | Икрянинский   | |
| 28.000009  | Забузанский               | Красноярский  | 2015: объединён с Красноярским сельсоветом                                                                                   |
| 29         | Заволжский                | Харабалинский | |
| 30         | Замьянский                | Енотаевский   | |
| 31         | Зеленга, село             | Володарский   | |
| 32         | Зензелинский              | Лиманский     | |
| 33         | Золотухинский             | Ахтубинский   | |
| 33.00001   | Зубовка, село             | Черноярский   | 2016: объединено с Черноярским сельсоветом                                                                                   |
| 33.000011  | Зюзинский                 | Икрянинский   | 2018: объединён с Мумринским сельсоветом                                                                                     |
| 34         | Иваново-Николаевский      | Енотаевский   | |
| 35         | Иванчугский               | Камызякский   | |
| 36         | Икрянинский               | Икрянинский   | |
| 37         | Калининский               | Володарский   | |
| 37.000012  | Каменноярский             | Черноярский   | 2016: объединён с Черноярским сельсоветом                                                                                    |
| 37.000013  | Камышовский               | Лиманский     | 2017: объединён с рп Лиманом                                                                                                 |
| 38         | Капустиноярский           | Ахтубинский   | |
| 38.000014  | Караванненский            | Лиманский     | 2017: объединён с рп Лиманом                                                                                                 |
| 39         | Карагали, село            | Приволжский   | |
| 40         | Каралатский               | Камызякский   | |
| 40.000015  | Караозек, село            | Красноярский  | 2016: объединено с Ватаженским сельсоветом                                                                                   |
| 41         | Караулинский              | Камызякский   | |
| 41.000016  | Каспийский                | Камызякский   | 2010: объединён с Раздорским сельсоветом                                                                                     |
| 42         | Килинчинский              | Приволжский   | |
| 43         | Козловский                | Володарский   | |
| 44         | Копановка, село           | Енотаевский   | |
| 45         | Косикинский               | Енотаевский   | |
| 46         | Кочковатский              | Харабалинский | |
| 47         | Красноярский              | Красноярский  | |
| 47.000017  | Кривобузанский            | Красноярский  | 2016: объединён с Ватаженским сельсоветом                                                                                    |
| 48         | Крутовский                | Володарский   | |
| 48.000018  | Кряжевинский              | Лиманский     | 2017: объединён с рп Лиманом                                                                                                 |
| 48.000019  | Курченский                | Наримановский | 2016: объединён с Линейнинским сельсоветом                                                                                   |
| 48.00002   | Лебяжинский               | Камызякский   | 2015: объединён с Образцово-Травинским сельсоветом                                                                           |
| 49         | Линейнинский              | Наримановский | |
| 50         | Маковский                 | Володарский   | |
| 50.000021  | Малый Арал, село          | Красноярский  | 2018: объединено со Степновским сельсоветом; сельсовет как АТЕ сохранил название, СП получило название Аксарайский сельсовет |
| 51         | Марфинский                | Володарский   | |
| 52         | Маячнинский               | Икрянинский   | |
| 52.000022  | Михайловский              | Лиманский     | 2017: объединён с рп Лиманом                                                                                                 |
| 53         | Михайловский              | Харабалинский | |
| 54         | Мултановский              | Володарский   | |
| 55         | Мумринский                | Икрянинский   | |
| 56         | Началовский               | Приволжский   | |
| 57         | Николаевский              | Наримановский | |
| 58         | Николо-Комаровский        | Камызякский   | |
| 59         | Никольский                | Енотаевский   | |
| 60         | Новинский                 | Володарский   | |
| 61         | Ново-Булгаринский         | Икрянинский   | |
| 62         | Ново-Николаевка, село     | Ахтубинский   | |
| 62.000023  | Новогеоргиевский          | Лиманский     | 2017: объединён с рп Лиманом                                                                                                 |
| 63         | Новокрасинский            | Володарский   | |
| 64         | Новорычинский             | Приволжский   | |
| 65         | Новотузуклейский          | Камызякский   | |
| 66         | Образцово-Травинский      | Камызякский   | |
| 66.000024  | Озёрновский               | Икрянинский   | 2016: объединён с Икрянинским сельсоветом                                                                                    |
| 67         | Олинский                  | Лиманский     | |
| 68         | Оранжерейнинский          | Икрянинский   | |
| 69         | Осыпной Бугор, село       | Приволжский   | |
| 70         | Пироговка, село           | Ахтубинский   | |
| 70.000025  | Поды, село                | Черноярский   | 2016: объединено с Черноярским сельсоветом                                                                                   |
| 71         | Покровский                | Ахтубинский   | |
| 71.000026  | Полдневский               | Камызякский   | 2015: объединён с Образцово-Травинским сельсоветом                                                                           |
| 72         | Пологозаймищенский        | Ахтубинский   | |
| 73         | Прикаспийский             | Наримановский | |
| 74         | Пришибинский              | Енотаевский   | |
| 75         | Промысловский             | Лиманский     | |
| 75.000027  | Проточенский              | Лиманский     | 2017: объединён с рп Лиманом                                                                                                 |
| 76         | Раздорский                | Камызякский   | |
| 77         | Разночиновский            | Наримановский | |
| 78         | Рассветский               | Наримановский | |
| 79         | Растопуловка, село        | Приволжский   | |
| 80         | Речновский                | Харабалинский | |
| 80.000028  | Рынковский                | Лиманский     | 2017: объединён с рп Лиманом                                                                                                 |
| 81         | Садовое, село             | Ахтубинский   | |
| 82         | Самосдельский             | Камызякский   | |
| 83         | Сасыкольский              | Харабалинский | |
| 84         | Седлистинский             | Икрянинский   | |
| 85         | Сеитовский                | Красноярский  | |
| 86         | Селитренский              | Харабалинский | |
| 87         | Семибугоринский           | Камызякский   | |
| 88         | Сергиевский               | Икрянинский   | |
| 89         | Сизобугорский             | Володарский   | |
| 90         | Сокрутовский              | Ахтубинский   | |
| 90.000029  | Солёное Займище, село     | Черноярский   | 2016: объединено с Черноярским сельсоветом                                                                                   |
| 90.00003   | Солодниковский            | Черноярский   | 2016: объединён с Черноярским сельсоветом                                                                                    |
| 91         | Солянский                 | Наримановский | |
| 92         | Средневолжский            | Енотаевский   | |
| 92.000031  | Старицкий                 | Черноярский   | 2016: объединён с Черноярским сельсоветом                                                                                    |
| 93         | Старокучергановский       | Наримановский | |
| 94         | Степновский (Аксарайский) | Красноярский  | 2018: объединён с селом Малым Аралом; сельсовет как АТЕ сохранил название, СП получило название Аксарайский сельсовет        |
| 94.000032  | Ступино, село             | Черноярский   | 2016: объединено с Черноярским сельсоветом                                                                                   |
| 95         | Султановский              | Володарский   | |
| 96         | Табун-Аральский           | Енотаевский   | |
| 97         | Тамбовский                | Харабалинский | |
| 98         | Татаробашмаковский        | Приволжский   | |
| 99         | Тишковский                | Володарский   | |
| 100        | Трёхпротокский            | Приволжский   | |
| 101        | Трудфронт, село           | Икрянинский   | |
| 102        | Тулугановский             | Володарский   | |
| 103        | Тумакский                 | Володарский   | |
| 103.000033 | Уваринский                | Камызякский   | 2015: объединён с селом Чаганом в Чаганский                                                                                  |
| 104        | Удаченский                | Ахтубинский   | |
| 105        | Успенский                 | Ахтубинский   | |
| 106        | Ушаковка, село            | Черноярский   | |
| 107        | Фёдоровский               | Енотаевский   | |
| 107.000034 | Фёдоровский               | Икрянинский   | 2015: объединён с Оранжерейнинским сельсоветом                                                                               |
| 108        | Фунтовский                | Приволжский   | |
| 109        | Хошеутовский              | Харабалинский | |
| 110        | Хуторской                 | Володарский   | |
| 111        | Цветновский               | Володарский   | |
| 111.000035 | Чаган, село               | Камызякский   | 2015: объединён с Уваринским сельсоветом в Чаганский сельсовет                                                               |
| 112        | Чаганский                 | Камызякский   | |
| 112.000036 | Чапаевский                | Камызякский   | 2015: объединён с Каралатским сельсоветом                                                                                    |
| 112.000037 | Черёмуха, село            | Красноярский  | 2015: объединено с Красноярским сельсоветом                                                                                  |
| 113        | Черноярский               | Черноярский   | |
| 114        | Чулпанский                | Икрянинский   | |
| 114.000038 | Юбилейнинский             | Красноярский  | 2015: объединён с Байбекским сельсоветом                                                                                     |
| 115        | Яксатовский               | Приволжский   | |
| 116        | Яндыковский               | Лиманский     | |

### Переименованные сельсоветы
| №  | АТЕ                          | МО                        | Район        | Год       | Новое название                   |
| -- | ---------------------------- | ------------------------- | ------------ | --------- | -------------------------------- |
| 1  | Болхунский сельсовет         | Болхуны, село             | Ахтубинский  | 2006      | Болхуны, село                    |
| 2  | Винновский сельсовет         | Винный, посёлок           | Володарский  | 2006      | Винный, посёлок                  |
| 3  | Енотаевский сельсовет        | Енотаевка, село           | Енотаевский  | 2006      | Енотаевка, село                  |
| 4  | Зеленгинский сельсовет       | Зеленга, село             | Володарский  | 2006      | Зеленга, село                    |
| 5  | Зубовский сельсовет          | Зубовка, село             | Черноярский  | 2006      | Зубовка, село                    |
| 6  | Капустин Яр, село            | Капустиноярский сельсовет | Ахтубинский  | 2006      | Капустиноярский сельсовет        |
| 7  | Карагалинский сельсовет      | Карагали, село            | Приволжский  | 2006      | Карагали, село                   |
| 8  | Караозекский сельсовет       | Караозек, село            | Красноярский | 2006      | Караозек, село                   |
| 9  | Копановский сельсовет        | Копановка, село           | Енотаевский  | 2006      | Копановка, село                  |
| 10 | Новониколаевский сельсовет   | Ново-Николаевка, село     | Ахтубинский  | 2006      | Ново-Николаевка, село            |
| 11 | Осыпнобугорский сельсовет    | Осыпной Бугор, село       | Приволжский  | 2006      | Осыпной Бугор, село              |
| 12 | Пироговский сельсовет        | Пироговка, село           | Ахтубинский  | 2006      | Пироговка, село                  |
| 13 | Подовский сельсовет          | Подовский сельсовет       | Черноярский  | 2005 2006 | Поды, село (2005: МО; 2006: АТЕ) |
| 14 | Растопуловский сельсовет     | Растопуловка, село        | Приволжский  | 2006      | Растопуловка, село               |
| 15 | Садовский сельсовет          | Садовое, село             | Ахтубинский  | 2006      | Садовое, село                    |
| 16 | Солёнозаймищенский сельсовет | Солёное Займище, село     | Черноярский  | 2006      | Солёное Займище, село            |
| 17 | Степновский сельсовет        | Степновский сельсовет     | Красноярский | 2018      | Аксарайский сельсовет            |
| 18 | Ступинский сельсовет         | Ступино, село             | Черноярский  | 2006      | Ступино, село                    |
| 19 | Ушаковский сельсовет         | Ушаковка, село            | Черноярский  | 2006      | Ушаковка, село                   |
| 20 | Чаганский сельсовет          | Чаган, село               | Камызякский  | 2006      | Чаган, село                      |
| 21 | Черёмухинский сельсовет      | Черёмуха, село            | Красноярский | 2006      | Черёмуха, село                   |

### Территориальные обмены с участием сельсоветов
В списке указаны в том числе случаи образования новых сельсоветов в результате разделения.
| № | АТЕ / МО                | Район        | Год  | Территориальный обмен                                                         |
| - | ----------------------- | ------------ | ---- | ----------------------------------------------------------------------------- |
| 1 | Байбекский сельсовет    | Красноярский | 1997 | выделено село Малый Арал                                                      |
| 2 | Новорычинский сельсовет | Приволжский  | 1995 | выделен Растопуловский сельсовет                                              |
| 3 | Подовский сельсовет     | Черноярский  | 2005 | выделен Ступинский сельсовет (как МО разделён на МО село Поды и село Ступино) |
| 4 | Степновский сельсовет   | Красноярский | 1996 | выделен Аксарайский сельсовет                                                 |
| 5 | Удаченский сельсовет    | Ахтубинский  | 1996 | х. Блошной передан в Табун-Аральский сельсовет Енотаевского района            |

### Включение бывших посёлков городского типа (рабочих посёлков) в сельсоветы
Включение бывших посёлков городского типа (рабочих посёлков) в сельсоветы после 1989 года (года последней переписи в СССР).
| № | Сельсовет            | Район       | Год  | Бывший рп (и, если есть, подчинённые с.н.п.)                                        |
| - | -------------------- | ----------- | ---- | ----------------------------------------------------------------------------------- |
| 1 | Володарский, посёлок | Володарский | 2006 | п. Володарский                                                                      |
| 2 | Капустиноярский      | Ахтубинский | 2005 | с. Капустин Яр, х. Дуюнов, Камнев, Корочин, Лопин, Никонов, Сокорь, Стасов, Токарев |
| 3 | Мумринский           | Икрянинский | 1995 | с. Мумра, Зюзино, п. Товарный                                                       |
| 4 | Никольский           | Енотаевский | 1991 | с. Никольское                                                                       |
| 5 | Оранжерейнинский     | Икрянинский | 2001 | с. Оранжереи, п. Хмелевой                                                           |
| 6 | Трудфронт, село      | Икрянинский | 1999 | с. Трудфронт                                                                        |
| 7 | Тумакский            | Володарский | 1993 | с. Тумак                                                                            |